# مؤشر ماكد

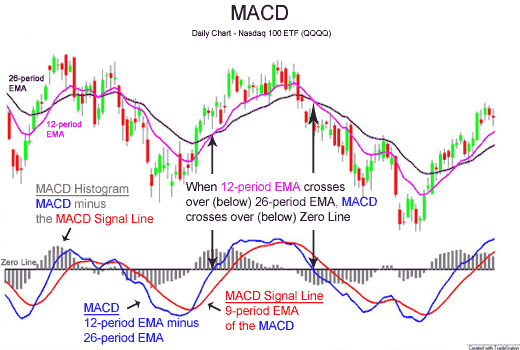
مثال على ذلك الماكد هو الجزء السفلي من الرسم البياني. الجزء العلوي هو مؤشر البورصة وتغيره مع الأيام. الماكد (أسفل) يمثل التغير عبر متوسط 12 يوم أو متوسط 26 يوم لأسعار البورصة؛ الخط الأزرق: يمثل الفرق بين المتوسطين (12 و26 يوم) للسعر. والخط الأحمر هو متوسط السعر لـ 9 أيام. والخط الأسود (zero line) الوسطي يبين تتابع الانحرافات، أي الفروق بين الخطين الأزرق والأحمر.

ماكد (بالإنجليزية: MACD)‏ (بالإنجليزية: moving average convergence/divergence)‏ اختصار (تقارب/تباعد متوسط السعر) هو مؤشر للتحليل الفني أنشأه ابيل جيرالد في أواخر 1970. ويتم استخدامه لرصد التغيرات في قوة وتوجه و زخم ومدة الاتجاه في سعر السهم. الماكد هو تمثيل مؤشر الشراء والبيع في البورصة. تعتمد تلك الرسومات البيانية على حسابات تؤدي بواسطة معادلات اقتصادية معينة خاصة بالبورصة.